# Hans Fritz Köllner
Hans Fritz Köllner (oftmals auch als H. F. Köllner firmierend, geboren als Hans Fritz Albert Alfred Köllner; * 23. Mai 1896 in Dresden; † 21. Dezember 1976 in Berlin) war ein deutscher Schriftsteller, Drehbuchautor und Filmregisseur.

## Leben und Wirken
Der Sohn des Expedienten Max Theodor Franz Köllner begann zunächst als Bühnenautor zu arbeiten und entwickelte dabei Stoffe, die sich später auch als filmtauglich (z. B. Stern von Rio und Die wunderschöne Galathee) erweisen sollten. Erste Erfahrungen mit der Zelluloidbranche knüpfte der gebürtige Dresdner bereits in der Endphase des Stummfilms, so beispielsweise 1927 (Aufnahmeleitung bei dem Historiendrama Mata Hari). Mit Anbruch der Tonfilmära fand Köllner regelmäßig Beschäftigung als Drehbuchautor, und schrieb ab 1931, oftmals in Zusammenarbeit mit Kollegen, zahlreiche Manuskripte zu den unterschiedlichsten Genreproduktionen. Bei dem für die Deutsche Arbeitsfront hergestellten NS-Propagandastoff Die See ruft führte H. F. Köllner 1941 erstmals auch Regie bei einem abendfüllenden Film. Nach fünf Jahren filmischer Inaktivität holte ihn 1946 die soeben gegründete ostzonale DEFA und ließ ihn nach eigenem Drehbuch den unvollendet gebliebenen Artistenfilm Allez Hopp inszenieren. In den Folgejahren belieferte Köllner nur noch unambitionierte, bundesdeutsche und österreichische Produktionen, ohne damit einen besonderen Eindruck zu hinterlassen.

## Filmografie
- 1927: Ein Lieb, ein Dieb, ein Warenhaus
- 1932: Die Wasserteufel von Hieflau
- 1932: Kavaliere vom Kurfürstendamm
- 1933: Das Lied der Sonne
- 1933: Das lustige Kleeblatt
- 1934: Die Medaille (Kurzfilm)
- 1934: Grüß mir die Lore noch einmal
- 1934: Hermine und die sieben Aufrechten
- 1935: 3 x Ehe (Kurzfilm)
- 1935: Verlieb Dich nicht am Bodensee
- 1936: Der Favorit der Kaiserin
- 1936: Schabernack
- 1936: Ballmutter (Kurzfilm)
- 1936: Potpourri (Kurzfilm)
- 1937: Das kleine Fräulein träumt (Kurzfilm)
- 1938: Das Ehesanatorium
- 1939: Der Mann mit dem Plan (auch Kurzfilm-Regie)
- 1940: Stern von Rio
- 1941: Leichte Muse
- 1942: Die See ruft (auch Regie)
- 1942: Fronttheater
- 1946: Allez Hopp (auch Regie)
- 1951: Berlin kommt wieder (Kurzdokumentarfilm, auch Regie)
- 1953: Hab’ ich nur Deine Liebe
- 1953: Schlagerparade
- 1955: Geheimnis einer Ärztin
- 1957: Zwei Herzen im Mai
- 1959: Geliebte Bestie
- 1959: Meine Tochter Patricia
- 1965: Ein Herz voll Musik (Fernsehfilm)